# Maigo
Maigo est une localité de la province de Lanao du Nord, aux Philippines. En 2015, elle compte 21 666 habitants.